# Einar Snitt
Einar Snitt (* 13. Oktober 1905; † 2. Januar 1973) war ein schwedischer Fußballnationalspieler.

## Laufbahn
Snitt spielte zwischen 1926 und 1938 für Sandvikens IF  und trat für den Klub sowohl in der Allsvenskan als auch der zweitklassigen Division 1 an. Für den Klub spielte er an der Seite weiterer Nationalspieler wie Bertil Ericsson, Gösta Dunker oder John Kling.
Am 20. Juli 1926 debütierte Snitt im Trikot der schwedischen Nationalmannschaft, als die Landesauswahl auf dem Armeesportplatz in Riga der lettischen Nationalelf mit 1:4 unterlag. In den folgenden Jahren gehörte er unregelmäßig zum Nationalmannschaftsaufgebot.  Bei der Weltmeisterschaft 1934 wurde er in den Kader berufen, kam aber nicht zum Einsatz. Zwei Jahre später nahm er an den Olympischen Spielen in Berlin 1936 teil. Nach 17 Länderspielen ohne Torerfolg in zehn Jahren war seine Nationalmannschaftskarriere 1936 beendet.